# درهم‌ریخته و ترمیم‌شده
درهم‌ریخته و ترمیم‌شده (انگلیسی: Mixed and Fixed) یک فیلم کمدی صامت کوتاه به کارگردانی بابی برنز و والتر استال است که در سال ۱۹۱۵ منتشر شد. از بازیگران این فیلم می‌توان به اولیور هاردی، اتل برتون و بیلی روژ اشاره کرد.